# Южный Парк: После COVID’а: Возвращение COVID’а
«Южный Парк: После COVID’а: Возвращение COVID’а» (англ. South Park: Post COVID: The Return of COVID) — четвёртый эпизод двадцать четвёртого сезона анимационного комедийного ситкома телеканала Comedy Central «Южный Парк». Режиссёром и автором сценария выступил Трей Паркер. Эпизод также является вторым из 14 будущих фильмов сериала для стримингового сервиса Paramount+. Премьера состоялась 16 декабря 2021 года.

## Сюжет

### Первоначальная временная линия
После событий «Южного Парка: После COVID’а» Стэн Марш вспоминает, как в 2020 году он, Кайл Брофловски, Эрик Картман и Кенни Маккормик были отправлены домой на карантин из-за вспышки COVID-19, прежде чем смогли реализовать свой план по шантажу одноклассницы Хизер Уильямс (достать билеты на матч Денвер Наггетс), а также вспоминает поджог «Фермы надёжности» и тем самым неосознанное убийство Шелли Марш. Тем временем весь город по-прежнему находится на карантине из-за нового штамма SARS-CoV-2. Рэнди Марш сбегает из дома престарелых «Мрачные аллеи» с последним ростком марихуаны, найденным на «Ферме надёжности». В тот момент, когда его собираются схватить работники дома престарелых, Токен Блэк избивает работников и забирает Рэнди в лабораторию Кенни. В лаборатории Стэн, Кайл, Венди Тестабургер, Твик Твик, Крейг Такер, Джимми Волмер и Клайд Донован не могут пройти через файрвол Кенни без его голосовой команды или помощника Виктора Чауса, который всё ещё находится в психиатрической больнице. Венди также понимает, что для путешествия им понадобится алюминиевая фольга, которая в настоящее время осталась на грузовых кораблях в Лонг-Бич. Стэн и Кайл отправляются в психиатрическую больницу, чтобы найти Виктора Чауса, который может обойти файрвол на компьютерах Кенни, в то время как Твик и Крейг пытаются найти алюминиевую фольгу.
Кайл и Стэн прибывают в психиатрическую больницу Южного Парка, чтобы увидеться с Виктором Чаусом, и когда Кайл читает досье Виктора, он понимает, что пациента зовут Виктор Хаос. Кайл и Стэн входят в комнату Виктора и обнаруживают, что Виктор Хаос на самом деле Баттерс Стотч, который теперь полностью подавлен своей второй личностью, после того как его родители случайно посадили его под замок на 16 лет. Хаос одержим зарабатыванием денег с помощью NFT, но как только он упоминает об этом, психиатры подавляют личность Хаоса и вытаскивают Кайла и Стэна из камеры. Главный врач объясняет, что Хаос был настолько искусен в убеждении других вкладывать деньги в NFT, что его пришлось запереть; тем временем Хаос использует лист бумаги, данный ему Кайлом, чтобы убедить охранника выпустить его, а после сбегает из больницы.
Вернувшись в лабораторию, Рэнди использует аквапонику, чтобы вырастить из последнего ростка больше марихуаны, когда другие объясняют ему свой план отправить Кайла и Стэна в прошлое к тому моменту, когда он занимался сексом с панголином в Китае, и таким образом предотвратить распространение COVID-19, в то время как Рэнди убеждён, что восстановление «Фермы надёжности» и есть решение проблемы. Когда Венди просит у правительства больше энергии для лаборатории Кенни, они поначалу соглашаются помочь, но когда обнаруживают, что Клайд не вакцинирован, отказывают. Клайд защищается, говоря, что однажды один эксперт посоветовал ему не прививаться.
Тем временем в церковь Южного Парка, где молится Скотт Малкинсон приходит Картман с женой Йентл и детьми Мойшей, Хакимом и Менорой с просьбой о помощи. Эрик обещает сделать всё возможное, чтобы помешать Кайлу. Картман использует церковь, чтобы сформировать «Противники Управления Континуума» (ПУК), пряча свою жену и детей на чердаке церкви, где его дочь начинает вести дневник. Твик и Крейг приходят в церковь и случайно говорят Картману, что им нужна алюминиевая фольга; он оглушает их и подвешивает к потолку. Картман убеждает Клайда присоединиться к его группе, после чего Клайд показывает, что Баттерс/Хаос является ключом к путешествию во времени. Картман обнаруживает, что Баттерс пытается продать NFT пожилым людям, и заставляет его присоединиться к команде. Эрик приводит Баттерса в лабораторию, чтобы второй личностью убедить всех инвестировать в NFT и тем самым разрушить их планы. Когда Кайл и Стэн прибывают в лабораторию, Венди, Токену, Джимми и Рэнди уже промыли мозги и теперь они одержимы NFT. Картман, Клайд и Баттерс украли всё оборудование, перенеся его в церковь вместе со Скоттом. Картман раскрывает свой план — отправить Клайда в прошлое и убить молодого Кайла, чтобы остановить планы Кайла по путешествию во времени, в то время как Кайл и Стэн приводят всех в лаборатории в чувство. Венди заявляет, что план Кенни состоял не в том, чтобы вернуться к началу распространения COVID-19, а к 10 марта 2021 года и не дать мальчикам расстаться. Токен говорит Стэну, что единственная причина, по которой «Травка надёжности» была в записях Кенни, заключалась в том, что он хотел справиться с путешествием во времени. Рэнди, подавленный тем, что в его марихуане не было ничего особенного, прощает Стэна и даёт ему новый сорт марихуаны, который тот не принял.
Картман готовит Клайда вернуться в прошлое, но когда машина включается, прибывают Стэн и Кайл и используют Amazon Alexa, чтобы нейтрализовать Баттерса. Картман защищается от Кайла, что приводит к драке. Жена Картмана убеждает его остановиться, и Картман соглашается помочь Кайлу реализовать свой план, но младший сын Картмана нажимает на переключатель и отправляет Клайда обратно в 2021 год.

### Новая временная линия
Клайд прибывает и направляется в свой старый дом, чтобы достать пистолет своего отца и убеждает себя в прошлом не прививаться, называя себя экспертом. На мосту, где мальчики собираются разорвать свою дружбу, появляется Клайд, чтобы застрелить молодого Кайла, но Стэн и Кайл прибывают, чтобы остановить его. Картман, тоже путешествующий во времени, застреливает Клайда. Взрослые Стэн, Кайл и Картман решают закрепить свою дружбу раз и навсегда, выполнив план, который они собирались сделать прямо перед началом пандемии: шантажировать одноклассницу Хизер Уильямс, заставив её достать билеты на матч Денвер Наггетс. Это заставляет их молодые «я» простить друг друга и остаться друзьями. Стэн также оставляет подарок своему отцу — сорт марихуаны, который Рэнди подарил ему в будущем. Рэнди синтезирует из него новый сорт, который раздаёт бесплатно. Марихуана заставляет всех в городе прощать друг друга за то, как они вели себя во время пандемии, а также всех в мире, включая протестующих во время захвата Капитолия США в 2021 году и Леброна Джеймса, который отказывается сниматься в Космическом джеме: Новое поколение. Новая временная линия изменила жизнь всех к лучшему (остались живы Шелли, Шерон и Кенни), за исключением Картмана, который стал бездомным.

## Производство
5 августа 2021 года стало известно, что Трей Паркер и Мэтт Стоун подписали сделку на 900 миллионов долларов о продлении сериала до 30-го сезона и создании 14 полнометражных фильмов, эксклюзивных для Paramount+. Также было объявлено, что в конце 2021 года выйдут два фильма, названия которых на тот момент были неизвестны.

## Отсылки на поп-культуру
Разговор Стэна и Рэнди под дождём, является отсылкой к сцене из фильма «Бегущий по лезвию» (1982). Прибытие Клайда в прошлое с целью убить Кайла, является отсылкой к «Терминатору» (1984). В мультфильме также есть упоминание фильма «Космический джем: Новое поколение» (2021).

## Отзывы и критика
| Рейтинги        | Рейтинги |
| Издание         | Оценка   |
| --------------- | -------- |
| The A.V. Club   | B+       |
| Flickering Myth | [ 9 ]    |
| Bubbleblabber   | 9/10     |

Дэн Кэффри из The A.V. Club отметил «впечатляющий трюк» создателей: сопереживать новой судьбе Картмана в изменённом будущем. Лиам Хуф из Flickering Myth заявил, что «Южный Парк: После COVID’а: Возвращение COVID’а» «одна из лучших частей „Южного Парка“, которую Паркер и Стоун создали за последнее время». Джастин Эппс из Bubbleblabber отметил, что «Южный Парк: После COVID’а: Возвращение COVID’а» «отличное возвращение Трея Паркера и Мэтта Стоуна в форму».